# 양곡중학교 (경남)
양곡중학교(梁谷中學校)는 대한민국 경상남도 창원시 성산구 신촌동에 있는 공립 중학교이다.

## 학교 연혁
- 1978년 12월 29일 : 양곡중학교 설립 인가
- 1979년 3월 6일 : 양곡중학교 개교(5학급 260명)
- 1987년 12월 28일 : 특수학급 설치 인가 (1학급)
- 2013년 3월 4일 : 선진형 교과교실제 운영
- 2023년 2월 10일 : 제42회 졸업(졸업생 99명, 총 졸업생 9,416명)
- 2023년 3월 2일 : 입학식(신입생 63명)
- 2023년 9월 1일 : 제25대 서양희 교장 취임

## 참고 자료
- 양곡중학교 - 한국교육학술정보원 학교알리미